# سفارة النرويج في سويسرا
سفارة النرويج في سويسرا هي أرفع تمثيل دبلوماسي لدولة النرويج لدى سويسرا. تقع السفارة في برن وهي تهدف لتعزيز المصالح النرويجية في سويسرا.

## وصلات خارجية
- قائمة سفارات النرويج
- قائمة السفارات في سويسرا